# سينيمن
سينيمن، هو بروتين يتم تشفيره في البشر بواسطة جين سينيمن هو أحد أفراد عائلة الخيط المتوسط (IF). إذا كانت البروتينات هي بروتينات خلوية هيكلية تمنح مقاومة للإجهاد الميكانيكي ويتم ترميزها بواسطة عائلة متعددة الخلايا مشتتة. تم العثور على هذا البروتين لتشكيل صلة بين ديزمين، وهو وحدة فرعية من شبكة IF ، والمصفوفة خارج الخلية، ويوفر دعما هيكليا هاما في العضلات .

## وظيفة
سينيمن هو خيوط وسيطة (IF) و مثل غيرها من IFs ، وظائفها في المقام الأول دمج الإجهاد الميكانيكي والحفاظ على التكامل الهيكلي في الخلايا حقيقية النواة. في حين لوحظ في مجموعة متنوعة من أنواع الخلايا، قد تمت دراسته بشكل أفضل في العضلة القلبية من الهيكل العظمي. يتم توطينه في Z-disk ليكون بمثابة رابط ميكانيكي في إرسال القوة بشكل أفقي عبر النسيج، خاصةً بين اللييف العضلي المتقلص والمصفوفة خارج الخلية.

## الخصائص
سينيمن له خصائص مشابهة جدا ل سينكولين الفتيل المتوسطة. على وجه الخصوص، فإنه يرتبط إلى α-ديستروبريفين في مجمع البروتين المرتبط بالديستروفين ليكون بمثابة «رابط» ميكانيكي بين شبكة ميوفبريلر وغشاء الخلية.

## روابط اضافية
- Synemin في المكتبة الوطنية الأمريكية للطب نظام فهرسة المواضيع الطبية (MeSH).